# Chodník Masarykových

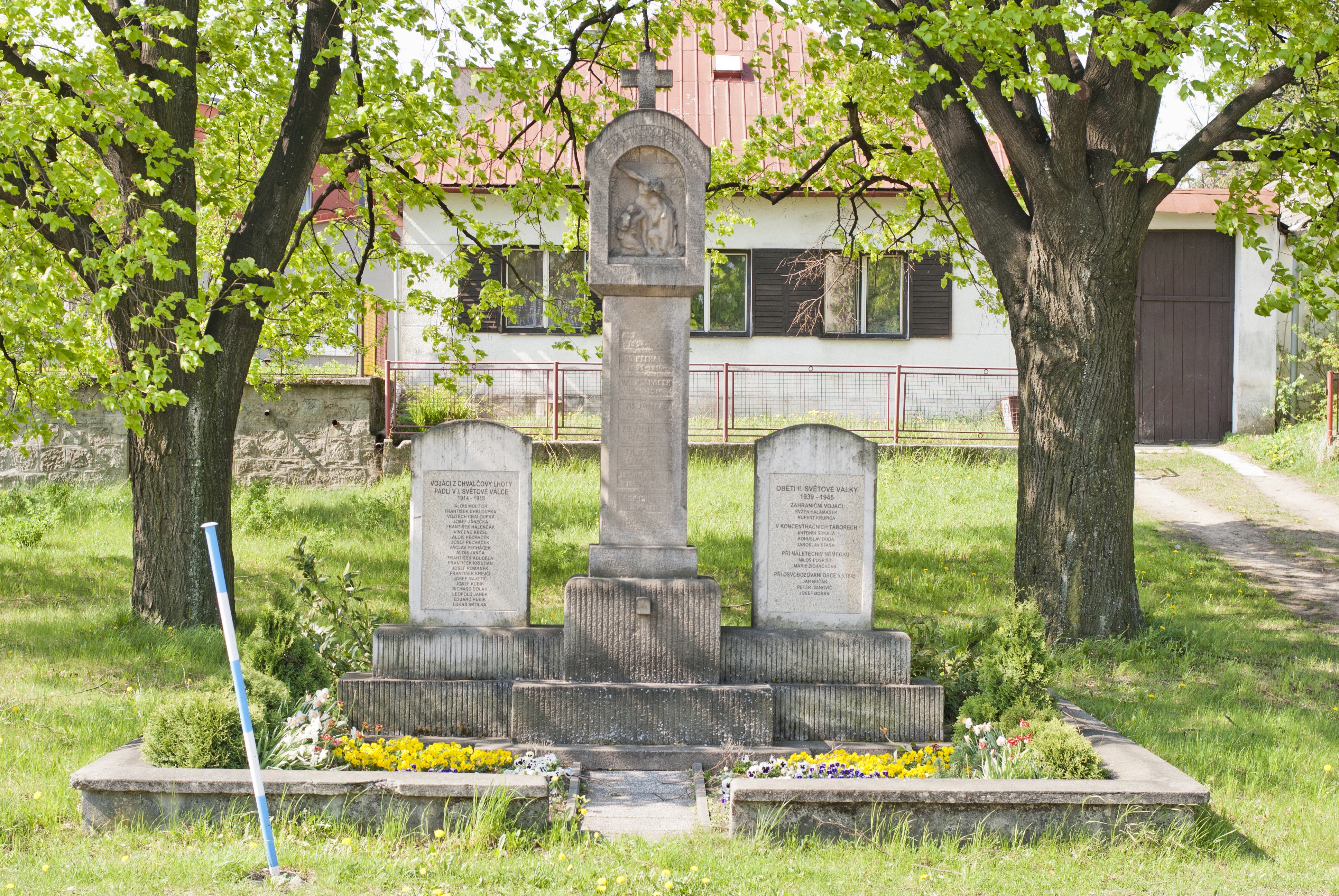
Památník obětí první světové války

Chodník Masarykových je naučná stezka v Hostýnských vrších, která vede v okolí Chvalčova. Název dostala na památku návštěvy Tomáše Garrigua Masaryka a jeho rodiny v létě roku 1898. K otevření stezky došlo 5. srpna 1993, celkem měří 5 km s převýšením 176 m a na její trase se nachází 4 zastavení.

## Vedení trasy

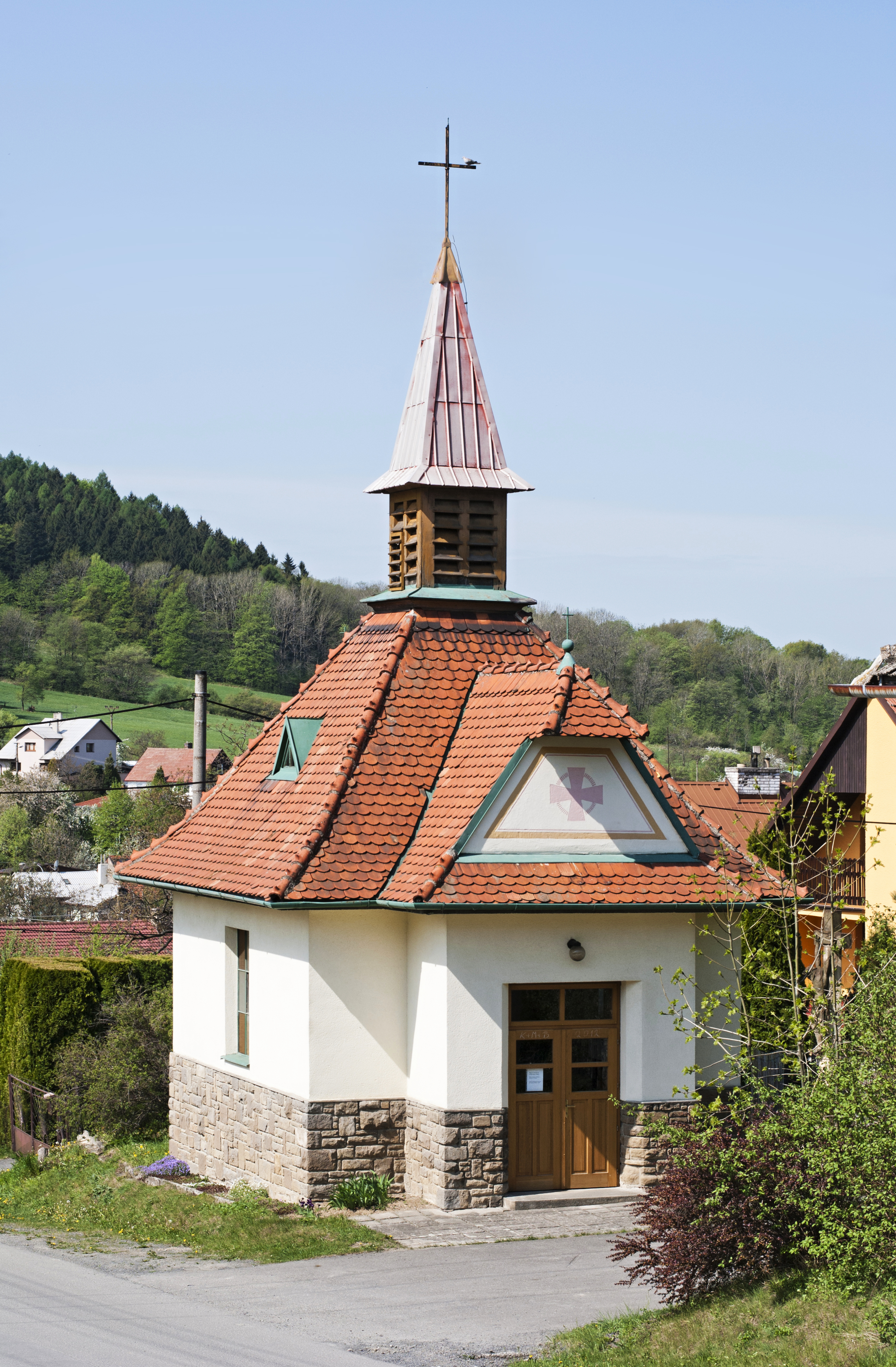
Kaple Cyrila a Metoděje

Stezka začíná v místní části Chvalčova Lhota u domu čp. 401, kde byli Masarykovi to léto ubytováni. Od roku 1923 je na domě  umístěna pamětní deska. Od domu vede proti proudu Bystřičky okolo kapličky k autobusové zastávce a památníku obětí první světové války. Tady se stáčí k říčce, kterou překračuje, a okolo fotbalového hřiště u SOS dětské vesničky stoupá a následně pokračuje po svahu Kozince, dále dolů k myslivecké chatě, okrajem PP Pod Kozincem k vrchu Hradišťko s bývalým kamenolomem a chatovou oblastí ke Korytu. Prochází novou zástavbou Chvalčova a chatovou oblastí na svahu Javorníku zpátky k Bystřičce a po žluté turistické značce ke kapličce Cyrila a Metoděje, kde se od  žluté turistické značky odpoutá a znovu se k ní připojí u hotelu Říka, a spolu s ní pokračuje okolo Jaroslavovy studánky k rozcestníku Chvalčov – lesní školka. Tady se setkává s dvojicí dalších naučných stezek, Hostýnské vrchy a Příroda Hostýnských vrchů. Chodník Masarykových pokračuje do údolí mezi vrchy Hostýn a Kuželík, kterým ústí na Schwaigrovu paseku s bývalou hájovnou, zv. Švajgrovka, pojmenovanou podle na přelomu 80.a 90. let 19. století zde pobývajícího českého malíře, grafika a pedagoga Hanuše Schwaigera. Tady naučná stezka končí.